# チーム・ペンスキー

チームロゴ

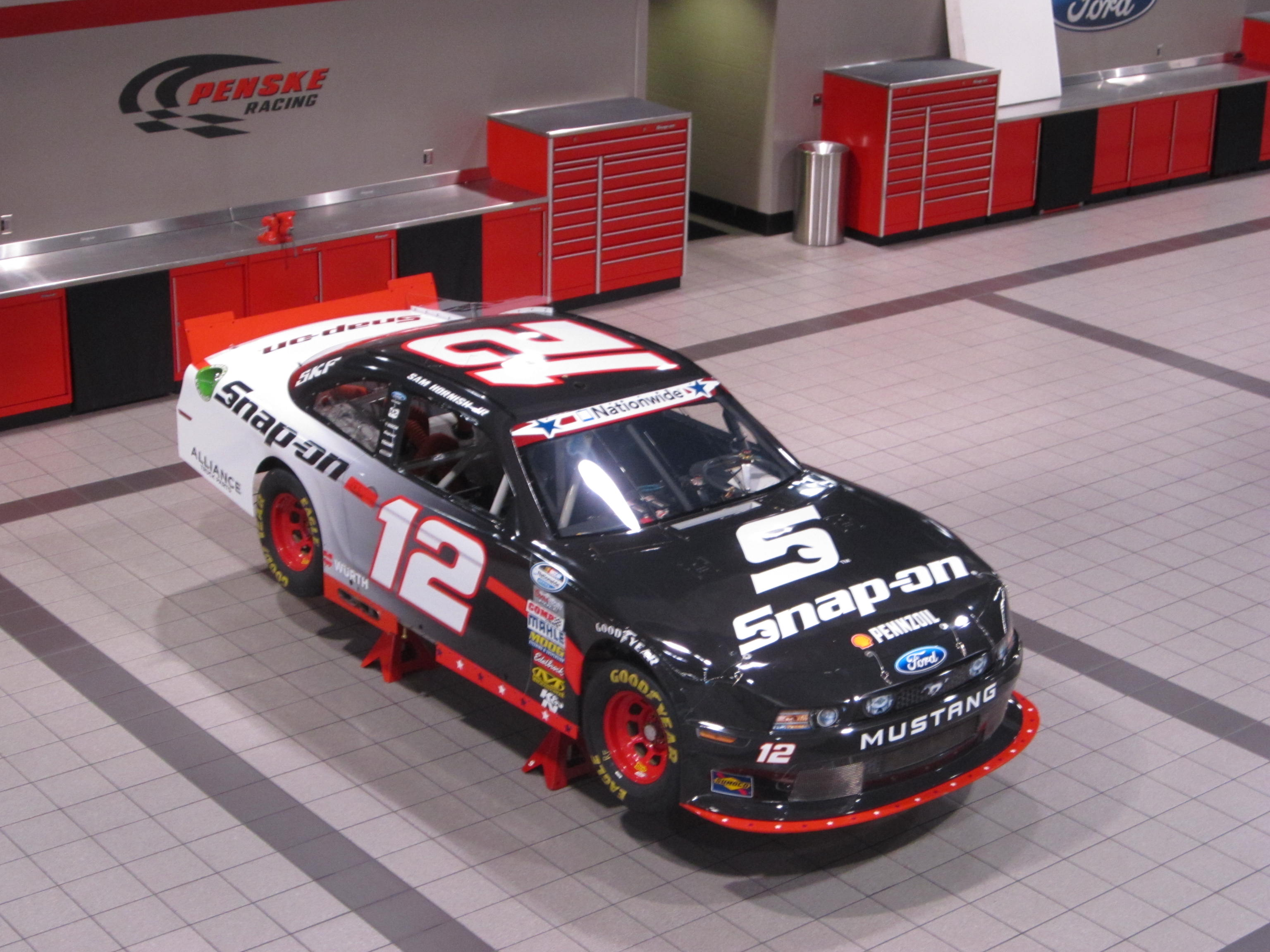
2013年サム・ホーニッシュJr.のNASCARマシン

チーム・ペンスキー（Team Penske）は、アメリカ・ノースカロライナ州ムーアズビルに本拠を置くレーシングチーム。2013年までは「ペンスキー・レーシング」を名乗っていた。

## 概要

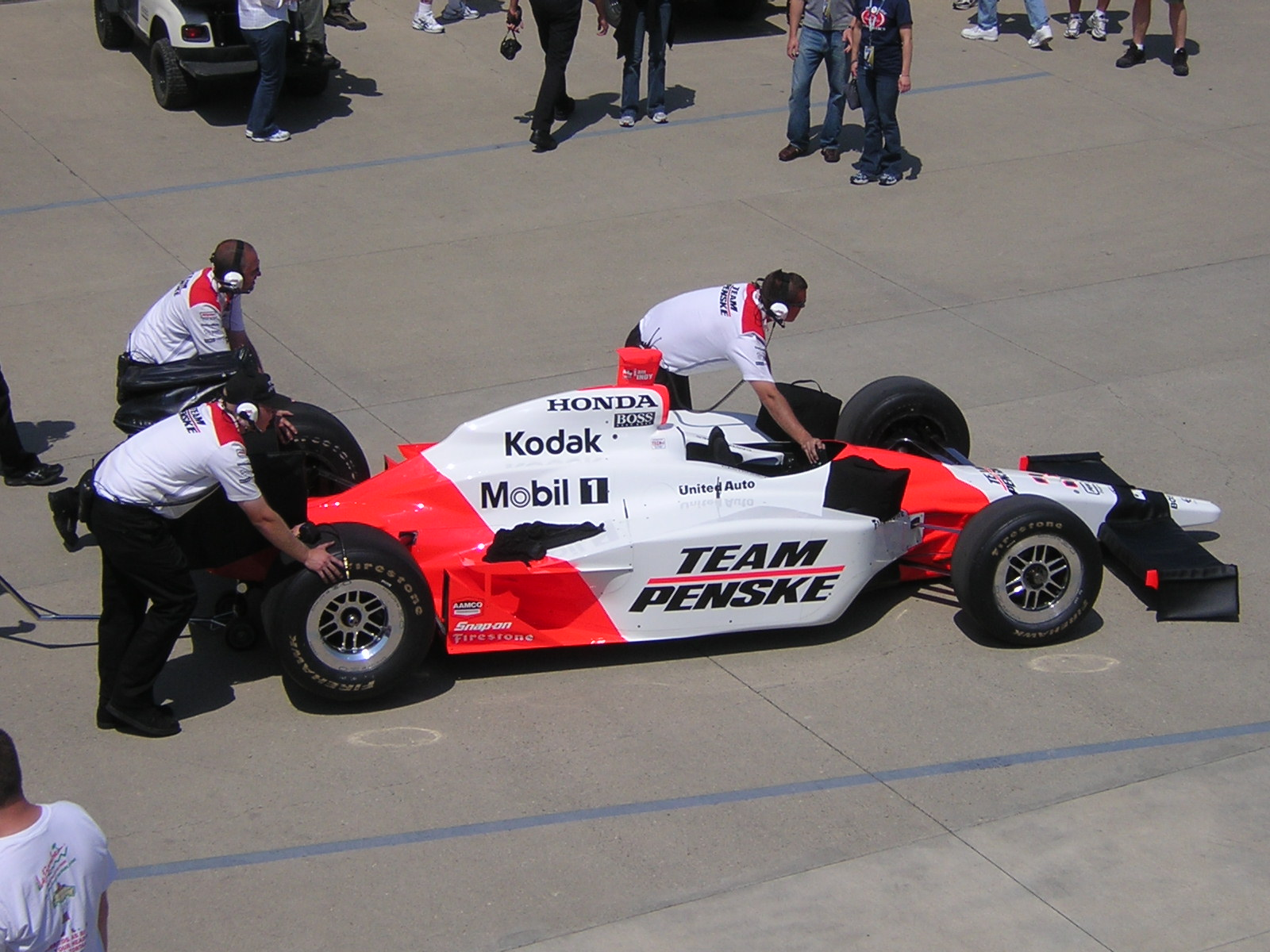
2007年のインディ500

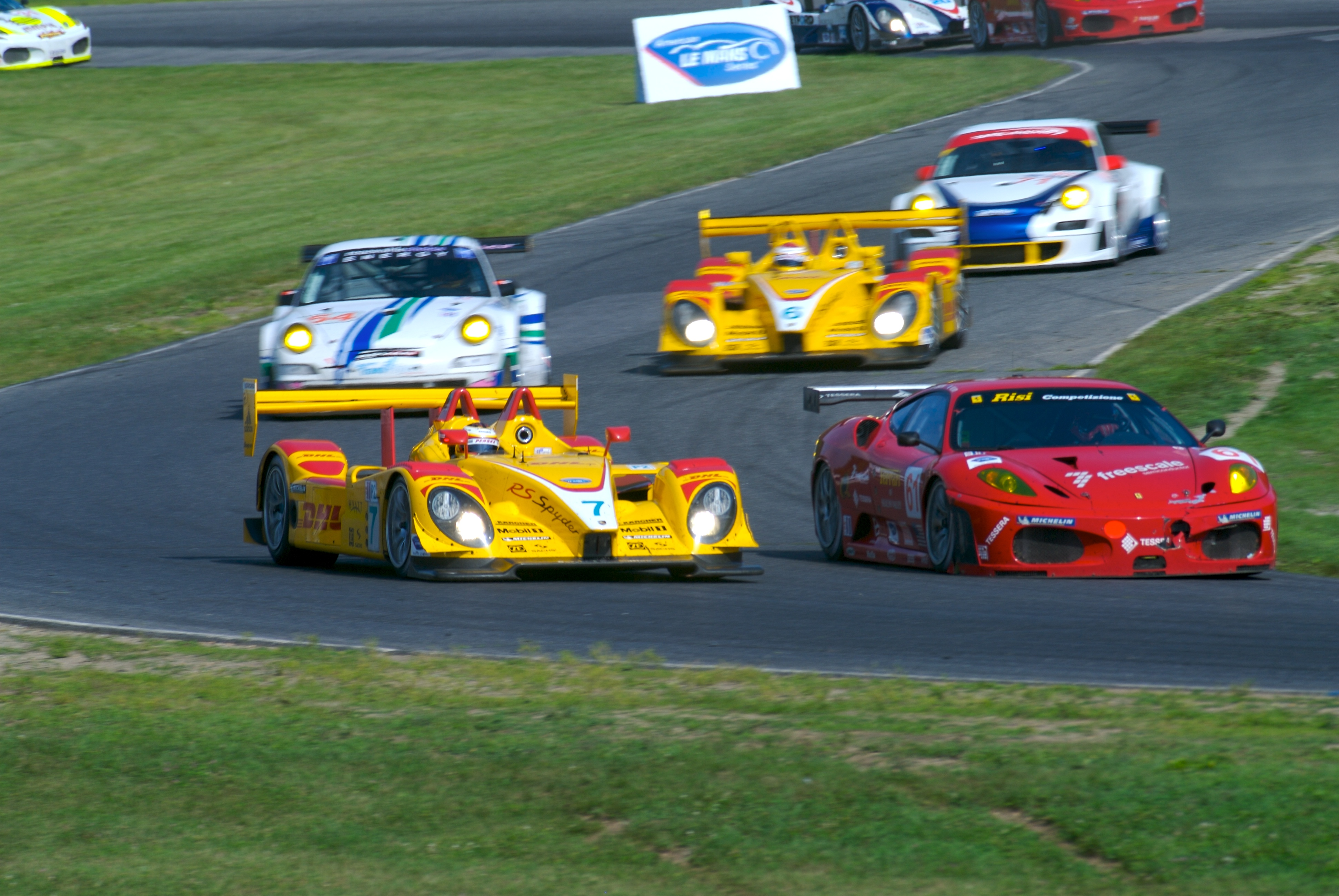
2007年ALMS（黄色のLMP2マシン）

元F1ドライバーのロジャー・ペンスキーが1958年に設立して以来オープンホイール・ストックカー・スポーツカーレースで幾度となくチャンピオンを獲得し、アメリカのモータースポーツの中では「名門」と言えるチームで、その強さは「ニューヨーク・ヤンキース・オブ・モータースポーツ」ともあだ名されるほどであった。特にオープンホイールでの活躍が知られ、インディカー・シリーズを含めると32度の北米最高峰制覇を果たしている。
シャシーの製造能力も有しており、1970年代にはF1に参戦していたほか、1999年までオリジナルシャシーのPCシリーズでCARTに参戦していた。1993年のシーズン前にはウィリアムズ・ルノーへの加入が叶わなかったアイルトン・セナがテストドライブした事もあった。
ストックカーではUSACを経て、1972年にNASCARのウィンストンカップ・シリーズへの参戦を開始。2003年からはダッジのワークス格として活動し、2008年のデイトナ500ではライアン・ニューマンとカート・ブッシュが1-2フィニッシュを果たした。2012年にはブラッド・ケセロウスキーがチーム初となるシリーズチャンピオンを獲得したが、ダッジの撤退により2013年からフォードにマシンを変更している。2015年にはジョーイ・ロガーノがデイトナ500を制し、2018年にはロガーノがモンスターエナジー・NASCARカップ・シリーズのシリーズチャンピオンを獲得した。
スポーツカーレースにもキャリア初期の1966年からローラ・シボレーでカナディアン-アメリカン・チャレンジカップ（Can-Am）や合衆国ロードレーシング選手権（USRRC）に参戦し、1969年のデイトナ24時間レース総合優勝、トランザム・シリーズ、USRRCのチャンピオンも獲得している。その後長きに渡る空白期間を経て、2000年代にライリー・ポルシェのデイトナ・プロトタイプで、グランダム・シリーズに参戦。また、アメリカン・ル・マン・シリーズ（ALMS）にもポルシェのセミワークス「DHL・ポルシェ・チーム・ペンスキー」(ポルシェ・RSスパイダー)としてLMP2クラスに参戦し、2006年から2008年まで3連覇した。2018から2020年はユナイテッド・スポーツカー選手権（USCC）にアキュラのセミワークス「アキュラ・チーム・ペンスキー」(アキュラ・ARX-05)として参戦し、2019、2020年と2年連続でチャンピオンに輝いた。
2023年からポルシェと再び提携し、ワークスチーム「ポルシェ・ペンスキー・モータースポーツ」として、ユナイテッド・スポーツカー選手権とFIA 世界耐久選手権（WEC）にポルシェのル・マン・デイトナ・h（LMDh）カテゴリのマシンであるポルシェ・963で参戦することが発表された。
また2014年に豪州スーパーカー選手権の強豪であるDJRレーシングの株式を51%取得し、「DJR・チーム・ペンスキー」として参戦している（マシンはフォード）。

## 所属ドライバー

### アメリカン・オープンホイール（CART/インディカー）

#### 現シーズン（2023年）
- No.02  ジョセフ・ニューガーデン （2017年 - ）
- No.03  スコット・マクラフリン（英語版）（2020年 - [注 1]）
- No. 12  ウィル・パワー （2009年 - ）

#### 過去の所属ドライバー
- マーク・ダナヒュー（1968年 - 1975年）
- デヴィッド・ホブス（1971年）
- ゲイリー・ベッテンハウゼン （1972年 - 1974年）
- ゴードン・ジョンコック（英語版）（1972年）
- マイク・ヒス（英語版）（1972年, 1974年）
- ボビー・アリソン（英語版）（1973年, 1975年）
- トム・スニーヴァ（1975年 - 1978年）
- マリオ・アンドレッティ（1976年 - 1980年）
- リック・メアーズ（1978年 - 1992年）
- ボビー・アンサー（1979年 - 1981年）
- ビル・アルサップ（英語版）（1981年）
- ケヴィン・コーガン（1982年）
- アル・アンサー (1983年 - 1989年)
- ジョニー・ラザフォード（1984年[注 2]）
- マイク・サックウェル（1984年[注 2]）
- ダニー・サリバン（1985年 - 1990年)
- ジェフ・ブラバム（1989年[注 2]）
- エマーソン・フィッティパルディ（1990年 - 1996年）
- ポール・トレーシー（1991年 - 1994年, 1996年 - 1997年）
- アル・アンサーJr.（1994年 - 1999年）
- ヤン・マグヌッセン（1996年[注 2]）
- アンドレ・リベイロ（1998年）
- アレックス・バロン（1999年, 2003年[注 2]）
- ゴンサロ・ロドリゲス （1999年）
- タルソ・マルケス（1999年[注 2]）
- ジル・ド・フェラン（2000年 - 2003年）
- エリオ・カストロネベス（2000年 - 2020年 [注 3]）
- マックス・パピス（2002年[注 2]）
- サム・ホーニッシュ・ジュニア（2004年 - 2007年）
- ライアン・ブリスコー（2008年 - 2012年）
- A.J.アルメンディンガー（2013年）
- ファン・パブロ・モントーヤ（2014年 - 2017年)
- サイモン・パジェノ （2015年 -  2021年）
- オリオール・セルビア（2016年[注 4]）

※ グレッグ・ムーアはチーム・ペンスキーより2000年シーズンに出場予定であったが、1999年シーズンの最終戦での事故により他界した。代わりに招かれたのがエリオ・カストロネベスである。

### モンスターエナジー・NASCARカップ・シリーズ

#### 現シーズン（2024年）
- No.02 オースティン・シンドリック（英語版）（2021年 - ）
- No.12 ライアン・ブレイニー（2014年, 2018年 - ）
- No.22 ジョーイ・ロガーノ（2013年 - ）

#### 過去の所属ドライバー
- ドニー・アリソン（英語版）（1972年）
- ボビー・アリソン（英語版）（1974年 - 1976年）
- ラスティ・ウォレス（英語版）（1980年, 1991年 - 2005年）
- ジェレミー・メイフィールド（英語版）（1998年 - 2001年）
- マイク・ウォレス（英語版）（1998年 - 2001年）
- ライアン・ニューマン（2001年 - 2008年）
- トラヴィス・クォピル（英語版）（2004年 - 2005年）
- ブレンダン・ゴーン（英語版）（2004年）
- カート・ブッシュ（2006年 - 2011年）
- サム・ホーニッシュJr.（2007年 - 2010年, 2012年）
- ブラッド・ケセロウスキー（2011年 - 2021年）
- A.J.アルメンディンガー（2012年）
- ファン・パブロ・モントーヤ（2014年)

### エクスフィニティ・シリーズ

#### 現シーズン（2021年）
- No.12 ブラッド・ケセロウスキー
- No.22 オースティン・シンドリック（英語版）

## 主なスポンサー
データは2013年時点。
- フィリップ・モリスUSA[注 5]（タバコ）
- ミラー（ビール）（NASCARのみ）
- IZOD（アパレル）
- シェル/ペンゾイル（ガソリン、オイル）
- 日立オートモティブシステムズ
- ヤマザキマザック（工作機械）
- コカ・コーラ（ソフト・ドリンク）
- ベライゾン（携帯電話）

## F1

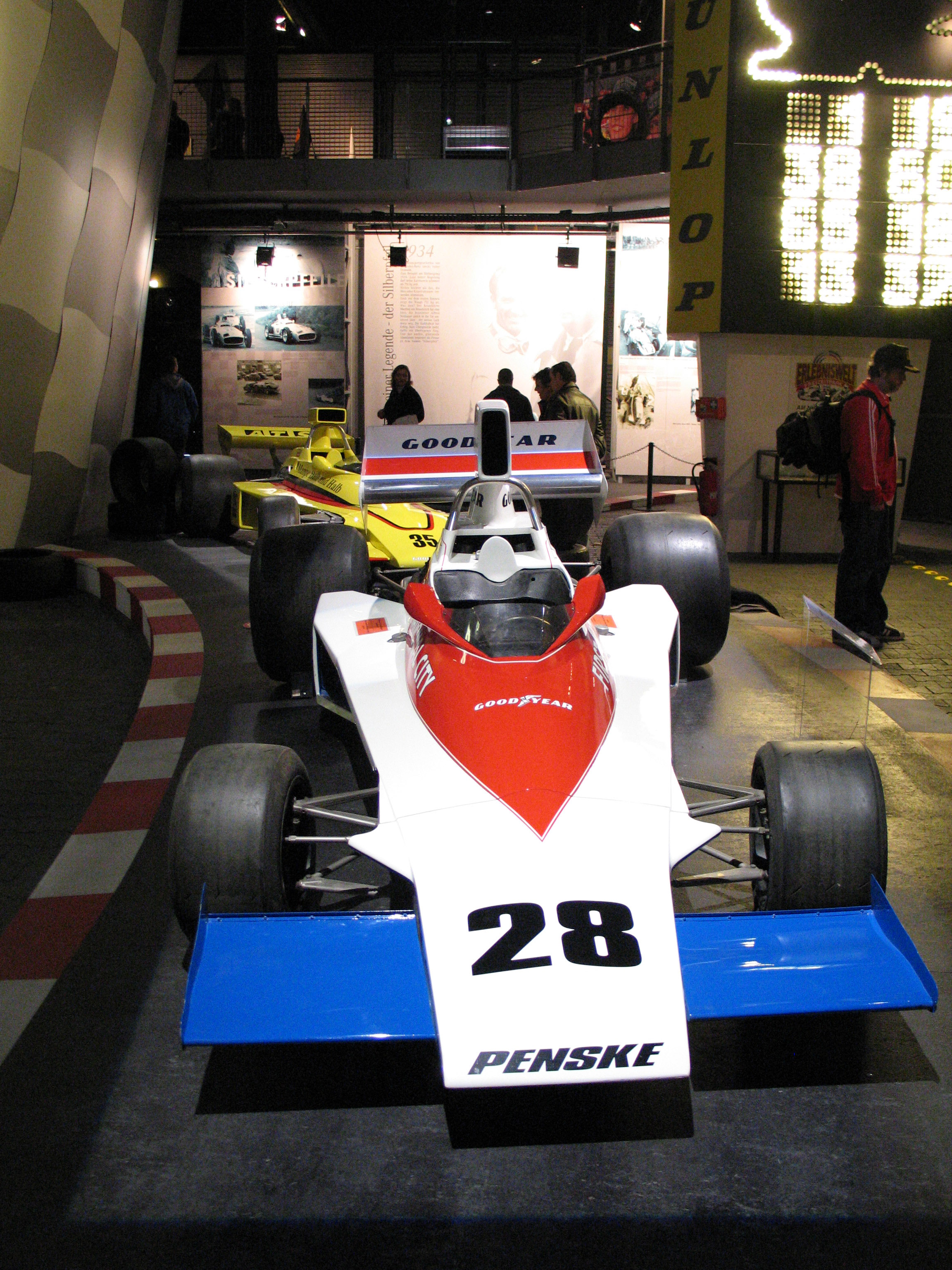
1975年に使用されたPC1

### 概要
1974年の終盤カナダGPからF1に参戦。1975年からフル参戦を開始した。1975年の一時期、マーチ製シャーシを使用もしたがそれ以外は自製シャーシで参戦。エンジンはフォードコスワースDFVを使用して、当時の典型的なF1マシンであったが、デザインは他のチームと異なり、曲線などをマシンの随所に使用していた。スポンサーはファースト・ナショナル・シティ銀行。
1976年のオーストリアグランプリでは、チーム唯一となる勝利をジョン・ワトソンが挙げた。1977年にドイツのホイールメーカーであるATSがチームを買収したことから、エントリー名がATS・レーシング・チームに変更されたが、コンストラクター名はペンスキーのままであった。マシンは前年度のPC4を継続使用した。1978年からはコンストラクター名もATSとなり、さらにマーチも買収して、完全にATSとして参戦した。

### 変遷表
| 年     | エントリー名                                           | 車体型番         | タイヤ | エンジン    | 燃料・オイル       | ドライバー                                                                      | ランキング | 優勝数 |
| ------ | ------------------------------------------------------ | ---------------- | ------ | ----------- | ------------------ | ------------------------------------------------------------------------------- | ---------- | ------ |
| 1971年 | ペンスキー・ホワイト・レーシング                       | マクラーレンM19A | G      | フォードDFV | -                  | マーク・ダナヒュー デヴィッド・ホッブス                                         | n/a        | n/a    |
| 1974年 | ペンスキー・レーシング                                 | PC1              | G      | フォードDFV | スノコ             | マーク・ダナヒュー                                                              | 20位       | 0      |
| 1975年 | ペンスキー・レーシング                                 | PC1 マーチ751    | G      | フォードDFV | スノコ             | マーク・ダナヒュー ジョン・ワトソン                                             | 12位       | 0      |
| 1976年 | シティバンク・チーム・ペンスキー * F&S Properties(PC3) | PC3 PC4          | G      | フォードDFV | バルボリン・スノコ | ジョン・ワトソン ボイ・ハイエ                                                   | 5位        | 1      |
| 1977年 | ATS・レーシングチーム * Interscope Racing(PC4)         | PC4              | G      | フォードDFV | バルボリン・スノコ | ジャン＝ピエール・ジャリエ ハンス・ハイヤー ハンス・ビンダー ダニー・オンガイス | 10位       | 0      |

*枝がついているチームに車体を供給（括弧内に供給した車体の型番を記載）

*斜体になっているドライバーはスポット参戦など